# Catherine Perrot
Catherine Perrot, död efter 1682, var en fransk målare.  Hon var från 1682 medlem av Académie Royale de Peinture et de Sculpture. Hon var den åttonde kvinnan som valdes in i akademien, men efter henne skulle ingen ny kvinna accepteras som medlem förrän Rosalba Carriera fyrtio år senare. 